# Альмирон, Серхио Бернардо
Серхио Бернардо Альмирон (исп. Sergio Bernardo Almirón; 7 ноября 1980, Росарио) — аргентинский футболист, полузащитник. Сын чемпиона мира 1986 года Серхио Омара Альмирона.

## Карьера
Серхио Альмирон начал карьеру в молодёжном составе клуба «Ньюэллс Олд Бойз», затем с 1998 года по 2001 год выступал за первую команду. После трёх лет в «Ньюэллсе», он перешёл в итальянский клуб «Удинезе», дебютировав в основе команды 23 сентября 2001 года он дебютировал в серии А выйдя на поле в матче с «Перуджей», в котором его команда победила 2:1. В 2003 году Альмирон, на правах аренды, перешёл в «Верону», а затем играл за «Эмполи», купившим часть прав на футболиста, а в июне 2006 года «Эмполи» полностью выкупил контракт Альмирона, заплатив 1,7 млн евро.
21 июня 2007 года Альмирон подписал пятилетний контракт с «Ювентусом», заплатившим за трансфер футболиста 9 млн евро. На пресс-конференции, посвящённой этому событию, он сказал: «Возможно я ещё не полностью готов для игры в такой команде, как „Юве“, но я надеюсь на то, что чемпионы помогут мне и покажут всё то, что я должен знать и выучить в течение нескольких месяцев.» Но в «Ювентусе» Альмирон не задержался, забив всего лишь 1 мяч в Кубке Италии, и 24 января 2008 года он, на правах аренды, перешёл в «Монако». По возвращении в «Ювентус», Альмирон уже не был нужен «бьянконери» и 5 августа 2008 года он был арендован «Фиорентиной» за 500 тыс. евро, с приоритетным правом выкупа за 4,5 млн евро.
20 августа 2009 года Альмирон вновь был отдан в аренду, в клуб «Бари». 25 июня 2011 года «Ювентус» выкупил у «Бари» оставшуюся половину прав на полузащитника, и аргентинец стал полноценным игроком туринского клуба.
26 июня 2011 года Альмирон перешёл из «Ювентуса» в «Катанью», подписав с сицилийским клубом контракт до 30 июня 2014 года. Он четыре сезона отыграл за «Катанию», в феврале 2015 года контракт футболиста был расторгнут по обоюдному согласию. В августе 2015 года Альмирон подписал контракт с клубом «Акрагас», за который полгода провёл, выступая в третьем дивизионе чемпионата Италии. В декабре того же года он принял решение завершить игровую карьеру.